# جون هاريسون (مجدف)
جون هاريسون (بالإنجليزية: John Harrison)‏ هو مجدف أسترالي، ولد في 23 أكتوبر 1924 في سيدني في أستراليا، وتوفي في 1 فبراير 2012.

## وصلات خارجية
- جون هاريسون على موقع الاتحاد الدولي للتجديف (الإنجليزية)
- جون هاريسون على موقع اللجنة الأولمبية الدولية (الإنجليزية)
- جون هاريسون على موقع أوليمبيديا (الإنجليزية)